# Walt Hubbard
Walt Hubbard fue un deportista estadounidense que compitió en vela en la clase Star. Ganó dos medallas en el Campeonato Mundial de Star, oro en 1927 y plata en 1930.

## Palmarés internacional
| Campeonato Mundial | Campeonato Mundial                   | Campeonato Mundial | Campeonato Mundial |
| Año                | Lugar                                | Medalla            | Clase              |
| ------------------ | ------------------------------------ | ------------------ | ------------------ |
| 1927               | Bahía Narragansett (Estados Unidos)  | Medalla de oro     | Star               |
| 1930               | Bahía de Chesapeake (Estados Unidos) | Medalla de plata   | Star               |